# Juan José Rodríguez Gutiérrez
Juan José Rodríguez (Candás, España, 15 de octubre de 1949), conocido como Juanjo, es un exfutbolista y entrenador español que se desempeñaba como delantero.

## Clubes y estadísticas
| Club            | País   | Año       | Partidos | Goles |
| --------------- | ------ | --------- | -------- | ----- |
| C. D. Ourense   | España | 1970-1971 |          |       |
| U. D. Salamanca | España | 1971-1972 |          |       |
| Castilla C. F.  | España | 1972-1974 |          |       |
| Burgos C. F.    | España | 1974-1975 | 36       | 7     |
| Real Zaragoza   | España | 1975-1980 | 140      | 18    |
| Burgos C. F.    | España | 1980-1982 | 68       | 10    |
| Real Oviedo     | España | 1982-1983 | 32       | 7     |

## Palmarés

### Como jugador
| Título           | Club          | País   | Año     |
| ---------------- | ------------- | ------ | ------- |
| Segunda División | Real Zaragoza | España | 1977-78 |